# Sentier de la Lieutenance
Le sentier de la Lieutenance est une voie située dans le quartier du Bel-Air du 12e arrondissement de Paris.

## Situation et accès
Le sentier de la Lieutenance est accessible par la ligne 3a du tramway aux arrêts Alexandra David-Néel et Montempoivre. Il jouxte, en partie, la ligne de Petite Ceinture.

## Origine du nom
Son nom rappelle un ancien lieu-dit.

## Historique
Le sentier de la Lieutenance est un ancien sentier rural de la ville de Saint-Mandé, incorporé à Paris lors du rattachement d'une grande partie du terrain de la commune à la capitale, en 1863. Il relie par un escalier le boulevard Soult à la villa du Bel-Air qui se termine en impasse.

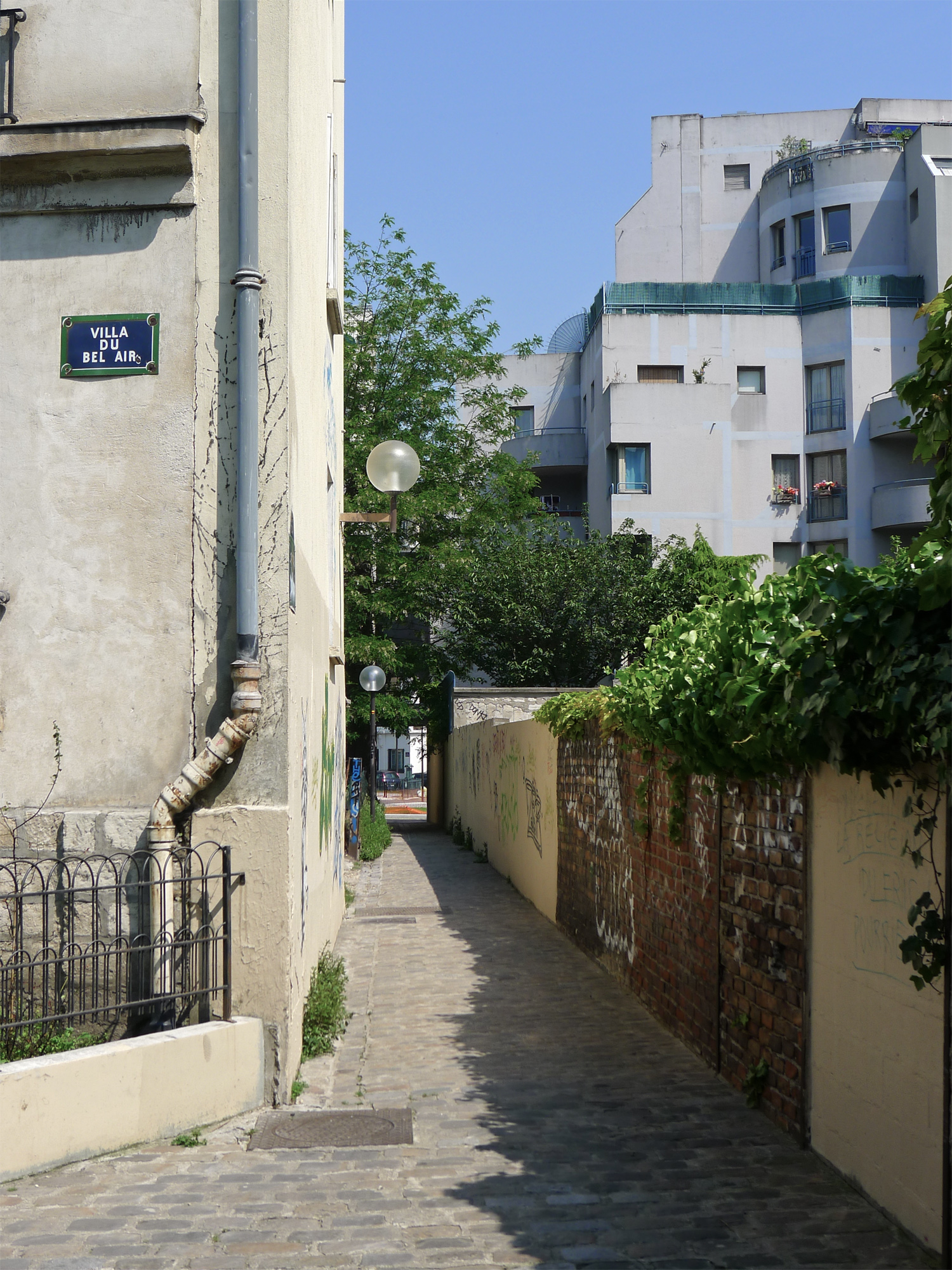
Le sentier vu depuis la villa du Bel-Air.
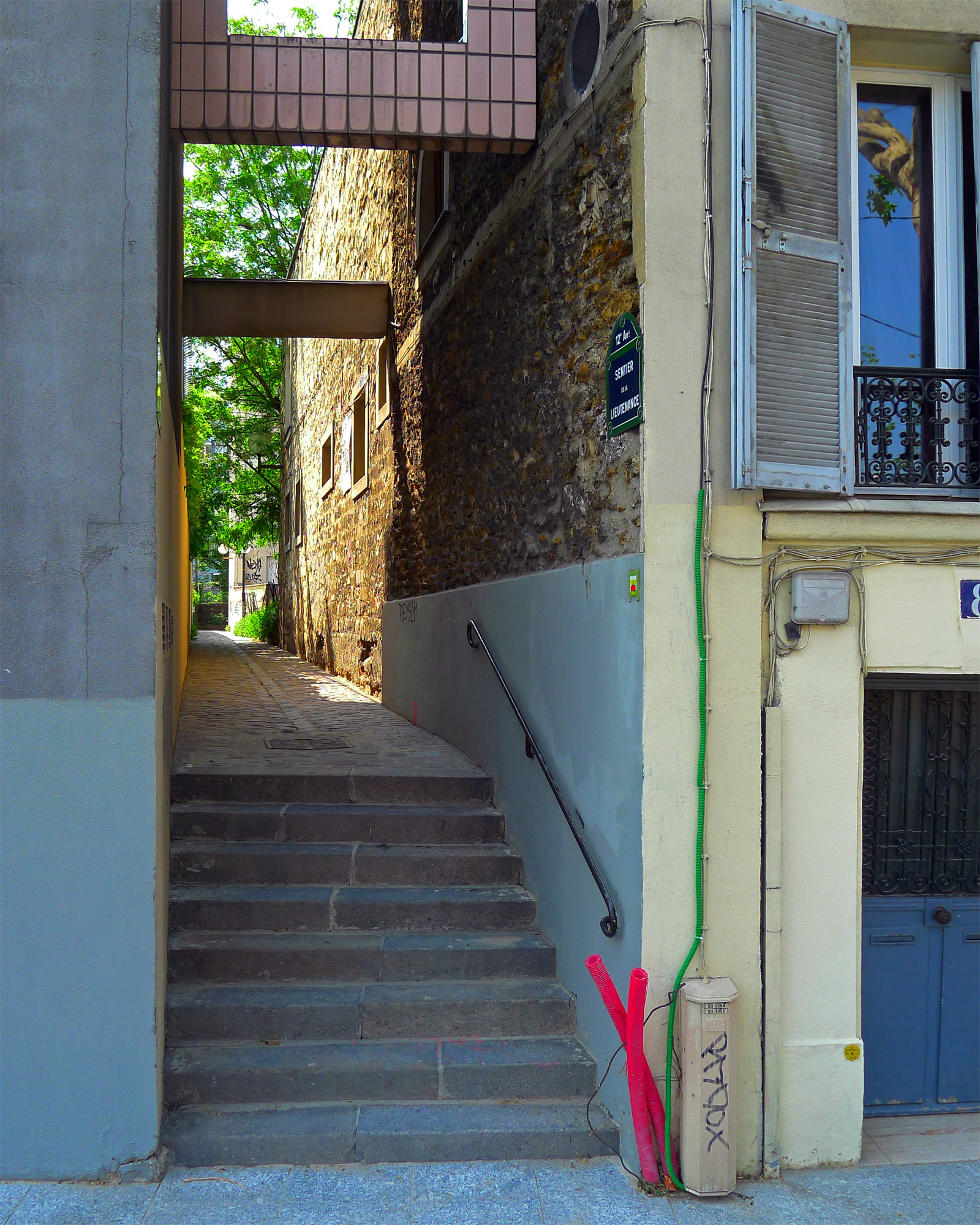
Le sentier depuis le boulevard Soult.